# Académie nationale des sciences
Pour les articles homonymes, voir Académie des sciences.
L’Académie nationale des sciences (en anglais National Academy of Sciences, NAS) est une institution des États-Unis dont les membres servent pro bono comme conseillers de la nation en science, en technologie et en médecine.
Devenir membre de cette académie est considéré comme l'une des plus hautes distinctions scientifiques aux Etats-Unis.

## Historique
Les conséquences de la guerre de Sécession ont rendu nécessaire la création d'une société savante nationale aux États-Unis : c'est le président Abraham Lincoln (1809-1865) qui signe, le 3 mars 1863, l'acte de naissance de la National Academy of Sciences et nomme les cinquante premiers membres. Le texte originel précise que « l'Académie doit, à la demande de n'importe quel département du gouvernement, examiner, étudier, expérimenter et publier sur n'importe quel sujet des sciences ou des arts, […], mais l'Académie ne recevra aucune compensation d'aucune sorte pour les services rendus au gouvernement des États-Unis. »

## Organisation
La NAS compte, début 2022, environ 2 400 membres et 500 membres internationaux, dont environ 190 ont reçu un prix Nobel. Ce sont les membres en titre qui élisent les nouveaux membres, le titre de membre est à vie. Être élu constitue l'un des plus grands honneurs pour un scientifique américain. 
La NAS fait partie du Conseil international pour la science. L'Académie se réunit chaque année à Washington et fait paraître son journal Proceedings of the National Academy of Sciences of the United States of America (PNAS). Sa maison d'édition, National Academies Press, met notamment en ligne plus de 3 600 publications scientifiques gratuitement sur son site internet.
Avec l'Académie américaine d'ingénierie (NAE), l’Académie nationale de médecine (IOM) et la Conseil national de la recherche (NRC), la NAS fait partie des Académies nationales des sciences, d'ingénierie et de médecine.

## Apports scientifiques
Dès 1979, l'Académie nationale des sciences américaine avait initié la première étude sur le réchauffement de la planète. En 2005, les académies scientifiques des pays du G8 ainsi que le Brésil, la Chine et l'Inde, font paraître un rapport sur une réponse globale au réchauffement climatique. La compréhension du changement climatique est maintenant suffisamment avérée pour justifier une prompte réaction de la part des nations et approuve explicitement le Groupe d'experts intergouvernemental sur l'évolution du climat,.

## Membres

### Membres francophones
- France : Anatole Abragam, Maurice Allais, Claude Allègre, Alain Aspect, Scott Atran, Édouard Bard, Étienne-Émile Baulieu, Jacques Blamont, Haïm Brezis, Édouard Brézin, Henri Cartan, Anny Cazenave, Pierre Chambon, Jean-Pierre Changeux, Georges Charpak, Claude Cohen-Tannoudji, Alain Connes, Jacques-Yves Cousteau, Jean Dausset, Roland Douce, Claude Desplan (en), Jean Fréchet, Marianne Grunberg-Manago, Jules Hoffmann, Pierre Joliot, Jean Jouzel, Rosine Lallement, Nicole Le Douarin, Jacques Friedel, Pierre-Gilles de Gennes, François Jacob, Jean-Marie Lehn, Claude Lévi-Strauss, Xavier Le Pichon, Edmond Malinvaud, Benoît Mandelbrot, Philippe Nozières, Christine Petit, David Ruelle, Jean-Michel Savéant, Jean-Pierre Serre, Geraldine Seydoux, Paul Tapponnier, Jacques Tits, Claire Voisin, Élie Wollman, Yann Le Cun
- Canada : Robert J. Birgeneau (en)
- Suisse :
- Belgique : Thierry Boon, Christian de Duve, Jacques Dreze, Éric Lambin
- Madagascar : Jean-Aimé Rakotoarisoa
- Algérie : Miriam Merad

### Autres membres
- États-Unis : Karen Seto, Carlos Bustamante